# Sherlock Holmes (obra de teatro)
Sherlock Holmes es una obra de teatro de cuatro actos escrita por William Gillette y creada en 1899 en Nueva York. La obra cuenta una nueva investigación realizada por el detective Sherlock Holmes, algunas de cuyas secuencias están inspiradas en las aventuras del canon holmesiano, como Escándalo en Bohemia, El problema final y Estudio en escarlata. El detective Sherlock Holmes es interpretado por William Gillette en las primeras presentaciones.
La recepción crítica de la obra Sherlock Holmes es muy favorable y ha estado representada muchas veces en varios países desde hace décadas. La obra fue posteriormente adaptada al cine Sherlock Holmes (película de 2009), radio, televisión y para cómics.
Traducido por Pierre Decourcelle, la pieza se edita en francés en 1907 por Pierre Lafitte. Esta traducción difiere significativamente de la versión original: algunos personajes cambian de nombre, la obra se divide en cinco actos y ofrece un final diferente del original, inspirado en La casa deshabitada.
Dado que esta obra no está escrita por Arthur Conan Doyle, no se considera parte del canon holmesiano. Sin embargo, se le atribuye de cerca, ya que el creador de Sherlock Holmes impulsó el proyecto, validó la calidad final y, por esta razón, se menciona como coautor de la pieza. Según Jean-Pierre Croquet : «En la medida en que desempeña un papel importante en el desarrollo del mito de Sherlock Holmes, la obra de Gillette es una parte integral del trabajo».

## Trama

### Personajes
- William Gillette en Sherlock Holmes[4]
- Bruce McRae en Doctor Watson[4]
- Reuben Fax en John Forman[4]
- Harold Heaton en Sir Edward Leighton[4]
- Alfred S. Howard en Count Von Stahlburg[4]
- George Wessells en Professor Moriarty[4]
- Ralph Delmore en James Larrabee[4]
- George Honey en Sidney Prince[4]
- Henry Herman en Alfred Bassick[4]
- Thomas McGrath en Jim Craigin[4]
- Elwyn Eaton en Thomas Leary[4]
- Julius Wyms en "Lightfoot" McTague[4]
- Henry S. Chandler en John[4]
- Soldene Powell en Parsons[4]
- Henry McArdle en Anexo:Personajes menores de Billy[4]
- Katherine Florence en Alice Faulkner[4]
- Jane Thomas en Mrs. Faulkner[4]
- Judith Thomas en Madge Larrabee[4]
- Hilda Englund en Thérese[4]
- Kate Ten Eyck en Mrs. Smeedley[4]

### Descripción
- Antecedentes: James y Madge Larrabee son una pareja de pequeños delincuentes. Mientras viajaban por el continente, conocieron a Alice Faulkner, una chica de una buena familia muy afectada por el reciente suicidio de su hermana. La hermana de Alice se suicidó como resultado de un romance oculto y brutal con un hombre de la más alta nobleza alemana que rechazó el matrimonio. Se intercambiaron cartas de amor entre los amantes durante su aventura, y Alice recuperó la correspondencia comprometida. El deseo de Alice es vengar a su hermana enviando estas cartas a la futura esposa del dignatario alemán para crear un escándalo. La pareja de Larrabee, en confianza, prefirió desarrollar un plan para confiscar las cartas y revenderlas a un alto precio a la familia del dignatario.

- Acto I: cuando se levanta el telón, los Larrabee intentan recoger las cartas que están guardadas en el arcón de la sala de estar, pero Alice ha cambiado la combinación. Sidney Prince, un conocido de James Larrabee, logra abrir el cofre, pero está vacío: Alice ya ha recuperado las cartas. James Larrabee amenaza sin éxito a la chica para revelar su escondite. Sherlock Holmes, contactado por la familia del dignatario alemán para comprar las cartas, llega a la casa de Larrabee. El detective hace creer que comienza un incendio en la casa, lo que hace que Alice se mueva instintivamente hacia una silla de la sala de estar. Holmes inspecciona el tejido de la silla en cuestión y encuentra las cartas escondidas por la joven. Sin embargo, consciente de que Alice podría demandarlo por robo, el detective prefiere devolver las cartas a la joven, ganándose la confianza de esta última antes de irse. James Larrabee se da cuenta de que es inútil tratar de apoderarse de las cartas de Alice para venderlas él mismo: la venta con la familia del dignatario debe hacerse necesariamente a través de Holmes.

- Acto II (versión francesa) / Acto II, escena 1 (versión original): La acción se lleva a cabo en la oficina del profesor Moriarty. Este último habla con Alfred Bassik, su brazo derecho, y nota que Sherlock Holmes frecuentemente contrarresta sus proyectos criminales. Sidney Prince y la pareja de Larrabee vienen a la oficina para informar a Bassik y Moriarty que Sherlock Holmes ha intervenido en su hogar para el negocio de las cartas. Moriarty decide interesarse en este caso para acercarse a Sherlock Holmes y matarlo. Le ordena a Madge Larrabee que escriba cartas falsas similares a las de Alice, y le ordena a James Larrabee que invite a Sherlock Holmes a que venga esa noche a un lugar donde será emboscado. Una vez que se dan las órdenes, Moriarty decide ir a la casa de Sherlock Holmes en Baker Street para intentar eliminarlo por la tarde.

- Acto III (versión francesa) / Acto II, Escena 2 (versión original): la acción se encuentra en 221B Baker Street, la residencia de Sherlock Holmes. El detective le revela al Dr. Watson que es consciente de ser el nuevo objetivo del profesor Moriarty. Forman, el mayordomo de Larrabee que trabaja para Holmes llega al 221B, para informar al detective que Madge Larrabee ha comenzado a hacer un paquete de cartas falsas, una prueba de que una trampa se extenderá hacia ella. El botones Billy en este momento trae a Holmes la misiva de James Larrabee proponiéndole una cita esa misma noche para proceder a la venta de las cartas. Holmes sabe muy bien que esto es una trampa, pero incluso así decide jugar y responde aceptando la cita. Todos los personajes son llamados individualmente y salen del apartamento de Holmes. El detective entiende un poco tarde que esta es una maniobra de Moriarty para despejar el acceso al 221B Baker Street. Moriarty entra al 221B armado con una pistola, pero Holmes, también armado, logra poner su arma en la mesa. El detective llamó a su botones Billy (regresó del exterior después de sufrir a los secuaces de Moriarty) para que tomara una segunda pistola oculta por Moriarty. Este último, sin embargo, logra recuperar su arma sobre la mesa y disparó repetidamente contra Holmes. Los golpes se disparan porque Holmes había descargado la pistola de su enemigo. Completamente desarmado, Moriarty abandona el 221B sabiendo que otra oportunidad para eliminar al detective se presentará esa misma noche.

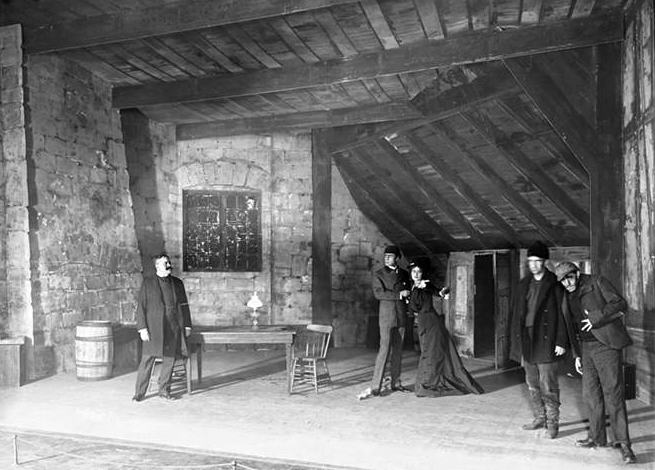
Fotografía de la producción de Broadway de Sherlock Holmes, con George Wessells como profesor Moriarty, William Gillette como Sherlock Holmes y Katherine Florence como Alice Faulkner.

- Acto IV (versión francesa) / Acto III (versión original): La acción se lleva a cabo en la "Casa del sueño" ( Cámara de gas Stepney), un edificio que se da como lugar de encuentro a Holmes. Tres secuaces de Moriarty esperan la llegada del detective. Moriarty viene a inspeccionar el lugar y deja que se entienda que Sherlock Holmes tendrá que ser encerrado en la habitación y luego intoxicado con gas. Antes de eso, debe haber una discusión entre James Larrabee y Holmes para hacerle comprar el paquete de cartas falsas hechas por Madge Larrabee. Los secuaces de Moriarty se esconden en la habitación y Larrabee está esperando a Holmes. Para su asombro, Alice llega a la habitación: siguió a James Larrabee en taxi. La joven es inmediatamente controlada por los secuaces que la encierran brutalmente en un armario en la parte posterior de la habitación. Una vez que la situación está bajo control, Sherlock Holmes llega en su turno. El detective inmediatamente nota que se espera una intoxicación por gas dado el calafateo del sitio. Sin embargo, Holmes acepta el juego de sus oponentes regateando el precio de las cartas que se intercambian por 1,000 £. Holmes deja oír que el gabinete de abajo es sospechoso y libera a Alice. Esta versión provoca la llegada de los secuaces que están a punto de apoderarse de Holmes. Alice dice que está dispuesta a morir con Holmes en lugar de abandonarlo. Holmes deja caer la única lámpara que ilumina la escena, ahora todos se encuentran sumidos en la oscuridad. En la confusión creada, y por diversión gracias a la luz de un cigarro, Holmes logra escapar con Alice encerrando en la habitación a sus cuatro adversarios.

- Acto V, primer cuadro (versión en francés) / Acto IV (versión original): el último acto se lleva a cabo en la oficina del Dr. Watson y la versión original difiere mucho de la versión en francés. Ambas versiones comienzan de la misma manera: Watson recibe la visita de Sidney Prince, quien le hace creer en un dolor de garganta para tener tiempo de verificar si Holmes está en la consulta del médico. Watson se da cuenta del juego de Sidney Prince y le ordena que abandone su oficina.

—En la versión original inglesa, Watson recibe a Madge Larrabee, quien se presenta bajo un pretexto como Sidney Prince. Luego, un taxi atropella a un sacerdote frente a la oficina de Watson y el cochero lo lleva rápidamente para verificar si hay lesiones. Madge entiende que este es Sherlock Holmes disfrazado de sacerdote y quiere irse para comunicar la información, pero Forman, quien estaba disfrazado de cochero, inmoviliza a Madge. Holmes, sin embargo, quiere que Madge dé una señal de advertencia para que Moriarty entre a Watson: Forman libera momentáneamente a Madge, quien emite una señal de alarma a través de la ventana. Billy el botones, (disfrazado de vendedor de periódicos) entra en el gabinete y explica que, después de la señal, Moriarty tomó el lugar del cochero en un taxi que Watson estaba esperando. Holmes envió al cochero (Moriarty) para que viniera a recoger una maleta del armario. Moriarty entra así en el escenario como cochero y se inclina hacia la maleta para tomarla. Holmes logra esposar a Moriarty antes de que tenga tiempo de reaccionar. Mientras amenaza a Holmes con una futura venganza, Moriarty es apresado por Scotland Yard. Alice llega a la casa de Watson y es invitada a esperar en la sala de espera, mientras que el conde von Stalburg y sir Edward Leighton, que están cerca del dignatario alemán, acuden en su turno para preguntar por las cartas. Holmes les entrega las cartas falsas compradas el día anterior: los dos aristócratas alemanes se indignan cuando descubren que no son los originales. Holmes finge sorpresa y deshonra. Al escuchar esto desde la sala de espera, Alice entra y les da a los aristócratas las verdaderas cartas para salvar el honor del detective: el caso está cerrado y Watson escolta a los aristócratas. Holmes y Alice están solos en el escenario: Holmes juega con franqueza al admitir su estratagema a Alice para entregar las cartas a los aristócratas, pero Alice se niega a creer que Holmes actuó sin sentir sentimientos genuinos por ella. Holmes y Alice intercambian miradas elocuentes, y el telón cae después de un abrazo entre Holmes y Alice, que descansa su cabeza en el pecho del detective.
—En su traducción al francés, Pierre Decourcelle reconstruye completamente el último acto. Madge no va a Watson, y se suprime el arresto de Moriarty. Holmes entra en la casa de Watson disfrazado de sacerdote, y Sidney Prince es arrestado. La traducción, pasa directamente con la llegada de Alice a Watson, y luego la entrega de cartas. El abrazo entre Holmes y Alice va al beso en los labios, a diferencia de la versión original. Watson entra de nuevo en escena y habla de un matrimonio inminente entre los dos amantes. Holmes, sin embargo, quiere eliminar a Moriarty antes de dedicarse a su futura esposa, y abandona la casa de Watson.
En ambas versiones, Holmes le dijo previamente a Watson que Moriarty incendió 221B Baker Street, destruyendo todos sus documentos y propiedades.
- Acto V, segundo cuadro (únicamente en la traducción francesa de Pierre Decourcelle): la decoración del gabinete de Watson se desplaza hacia la izquierda para revelar a la derecha la decoración de una casa vacía, separada de la oficina de Watson por una calle central. Holmes regresa a Watson, agotado, cargando un pesado baúl, y pide descansar arriba en un sillón oculto por una pantalla. Moriarty entra con Bassik en la casa vacía y saca un rifle que apunta a la casa de Watson. Madge Larrabee llama a Watson para traer una falsa misiva que debe llegar al detective. Watson y Alice suben las escaleras para comunicárselo a Holmes y quitar la pantalla que esconde la silla. Moriarty inmediatamente tira de la silueta del detective, que resulta ser un modelo que Holmes que trajo en su baúl. Al mismo tiempo, Sherlock Holmes aparece en el piso de la casa vacía y corre a Moriarty al cual domina con la ayuda de Forman. Bassik es controlado por Billy y un inspector de policía. Atrapados en el acto, los dos criminales son arrestados y Holmes ahora puede dedicarse por completo a Alice.

## Representaciones

Holmes (William Gillette, a la derecha) consigue acorrolar a Moriarty (George Wessells) en la producción original de Broadway de Sherlock Holmes en 1899. En esta escena, Gillette, con una bata brocada y zapatillas bordadas, acaba de decirle al «hombre más peligroso de Londres», con un aplomo británico digno de elogio: «Puedo ahorrarle cinco minutos si tiene algo que decir».

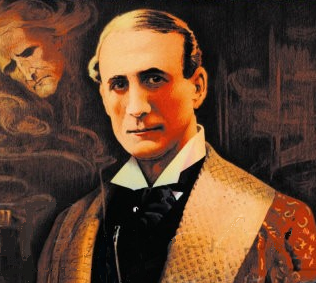
Harry Arthur Saintsbury sucedió a William Gillette en su papel. Aquí se ve vestido de Holmes haciars 1903.

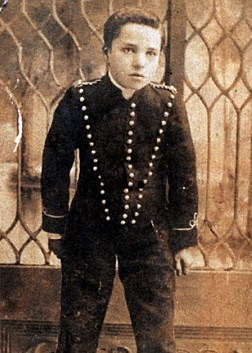
Un adolescente Charlie Chaplin en la obra Sherlock Holmes, en la que actuó en el Theatre Royal en 1904.

Una primera representación fue ofrecida en el Duke of York's Theatre de Londres, el 12 de junio de 1899. Por razones de copyright, la pieza fue representada únicamente una vez en Londres, antes que Gillette partiera hacia América.
De retorno a Estados Unidos William Gillette representó tres veces la obra de teatro Sherlock Holmes en el Star Theatre  de Buffalo, en Nueva York, a partir del 24 de octubre de 1899, delante de un público de cientos de personas. Después fue realizada la primera representación en Broadway el 6 de noviembre de 1899 en el Garrick Theatre. El drama de cuatro actos fue producido por Charles Frohman, con música por William Furst y diseño escénico por Ernest Gros. Para la obra en su primera época, la producción hizo cambios de escena únicamente en la iluminación. La pieza se representó en el teatro Garrick, durante más de 260 presentaciones, antes de una larga gira por los Estados Unidos en el verano de 1901. La gira fue un éxito con un ingreso que excedió de 1,5 millones de dólares.
Gillette decidió llevar a cabo una gira por Londres en septiembre de 1901.La obra fue representada como un ensayo el 2 de septiembre de 1901 en el Shakespeare Theatre de Liverpool, antes del estreno oficial de Sherlock Holmes en el Lyceum Theatre (Londres) el 9 de septiembre de 1901, donde la obra también obtiene un gran éxito como ocurrió en América, aunque el sonido del Lyceum no es muy perfecto y las actuaciones a veces se entremezclan con peticiones de los espectadores que demandan a Gillette que hable más alto para poderlo entender. La obra finalmente cerró  el 11 de abril de 1902, después de 200 actuaciones. Una gira de seis semanas se realizó en Inglaterra y Escocia. Gillette regresó exhausto a los Estados Unidos en 1902.
La carrera de William Gillette está estrechamente relacionada con el personaje de Sherlock Holmes: Gillette continúa interpretando la obra muchas veces durante casi treinta y cinco años, en diferentes países de habla inglesa, e interpreta a Holmes en el teatro más de 1.300 veces en su carrera. Gillette representa notablemente el papel durante las giras de la obra realizadas en 1905, 1906, 1910, 1915, 1923 y 1929-1930 en los Estados Unidos. Durante la gira de noviembre de 1929 a mayo de 1930, Gillette tiene 74 años y teme en un principio no soportar la tensión de las representaciones. Encarnó el papel del detective por última vez en el escenario el 19 de marzo de 1932 en Wilmington (Delaware).
En 1903,  H. A. Saintsbury asumió el papel de Gillette para una gira por Gran Bretaña. Durante la gira en una parte de Londres, un joven de 13 años, Charlie Chaplin, interpretó a Billy, el botones de la obra. Entre esta obra y la propia adaptación teatral de Conan Doyle de La banda de lunares, Saintsbury interpretó a Holmes más de 1.000 veces.
La obra se estrenó en Francia por primera vez en 1907, en el teatro Antoine de París, según una traducción y adaptación de Pierre Decourcelle. Firmin Gémier interpreta a Sherlock Holmes y Harry Baur interpreta al profesor Moriarty, mientras que Yvonne de Bray interpreta a Alice Brent,—nombre dado a Alice Faulkner en su versión de la traducción francesa—.

## Escritura

### 1897-1899
A fines de la década de 1890, Arthur Conan Doyle se interesó en la escritura teatral cuando se mudó a Undershaw, su hogar en Hindhead, Surrey. Conan Doyle tenía importantes necesidades financieras relacionadas con la construcción de Undershaw. Aunque el autor todavía se negaba a escribir nuevas aventuras de Sherlock Holmes (de las cuales describió la muerte en El problema final), sin embargo, comienza en 1897 escribiendo una obra de teatro en cinco actos poniendo en escena a su detective cuyo éxito ya es conocido por el público.
El actor británico Herbert Beerbohm Tree, interesado en el papel principal de la obra, se acercó a Undershaw para ver el texto y entrevistar a Conan Doyle para un eventual contrato. El Daily Mail anuncia esta reunión del 15 de diciembre de 1897 al gran público que está encantado de que el detective sea llevado sobre el escenario por su creador. Sin embargo, el encuentro entre los dos hombres resultó infructuoso: Herbert Beerbohm Tree, poco realista, quiere actuar en el escenario tanto en el papel de Sherlock Holmes como en el de su enemigo el profesor Moriarty. Conan Doyle comentó con el actor que es imposible porque los dos personajes aparecen simultáneamente en el escenario de la trama, pero Beerbohm Tree insiste y le pide a Conan Doyle que haga cambios en el guion, diciendo «Para el papel de Moriarty me pondré una barba». Teniendo en cuenta este desacuerdo, la relación entre los dos hombres cesa. Conan Doyle ofrece el papel al actor Henry Irving que se niega, y luego el autor expresa a su madre en 1898 su deseo de abandonar esta obra, dejando el manuscrito en un cajón sin ninguna publicación ni ninguna representación.
Sin embargo, Alexander Pollock Watt, agente literario de Conan Doyle, se niega a que la pieza sea abandonada. Watt envía el manuscrito de la obra a Charles Frohman, un productor de Nueva York con cierta celebridad, que a su vez contacta al actor estadounidense William Gillette para entregarle el manuscrito. Gillette no sabe casi nada sobre Sherlock Holmes, pero la pieza le interesa: el actor lee todo el canon holmesiano publicado en ese momento para conocer mejor al personaje, luego contacta con Arthur Conan Doyle para pedir permiso para interpretar el papel del detective. No obstante, el actor ve muchas imperfecciones en esta primera versión y desea hacer cambios importantes para obtener una mejor representación en el escenario. Arthur Conan Doyle inicialmente se siente incómodo con estos cambios y no responde a los mensajes que acuden William Gillette emprende una reescritura completa de la pieza y envía muchos telegramas desde el otro lado del Atlántico a Conan Doyle para posibles modificaciones. Arthur Conan Doyle inicialmente se siente incómodo con estos cambios y no responde a los mensajes que ase le envían; sin embargo, su posición evoluciona y el creador de Sherlock Holmes finalmente deja gran libertad de reescritura en Gillette. En uno de sus envíos, Gillette hace una pregunta incongruente: 

¿Puedo casarme con Sherlock Holmes?

 Conan Doyle, cansado de toda esta comunicación, responde al actor:

Puedes matar a Holmes, o casarte con él, o lo que quieras.

La respuesta de Conan Doyle es tanto más sorprendente, ya que el autor inicialmente le había dejado claro a Charles Frohman que no quería que la reescritura de la obra incluyera sentimientos amorosos, en particular escribiéndole: «No debe haber negocios de amor en Sherlock Holmes».
William Gillette finalmente escribió una obra completamente nueva en cuatro semanas, y mantuvo muy poco de la versión original de Conan Doyle. Únicamente se conservan los personajes principales (Holmes, Watson y Moriarty), así como el botones del detective ya mencionado en  Un caso de identidad , que Gillette decide nombrar 'Billy'. No se sabe si Gillette conservó otros elementos de la versión original, porque el dramaturgo estadounidense no parece haber conservado el único manuscrito escrito por Conan Doyle, que consideraba malo. Ahora es imposible estudiar los puntos comunes entre uno y otro texto. Aunque parece que las dos versiones no comparten más puntos comunes ya que, según el propio Conan Doyle, la versión final de la obra es únicamente obra de Gillette y no de él.
En un primer borrador de la obra, Gillette hizo que Holmes pronunciara la réplica Elementary, my dear Watson («Elemental, mi querido Watson») que Conan Doyle no tenía. Sin embargo, la réplica se convierte en Elementary, my dear fellow («Elemental, mi querido compañero») en la versión final. Por lo tanto, Gillette nunca pronunció la réplica Elemental, mi querido Watson, en el escenario y no participó en su popularización.
Mientras, el primer manuscrito escrito por Gillette se quemó el 22 de noviembre de 1898 en un incendio de un hotel en San Francisco. Aunque el dramaturgo había conservado una copia de toda la obra, a excepción del primer acto. A partir de esta copia y sus recuerdos, William Gillette reescribió el primer acto en menos de una semana y varios pasajes de los siguientes actos. La copia utilizada por Gillette, amputada desde el primer acto, ahora se conserva en el Harriet Beecher Stowe Center (anteriormente Stowe-day Foundation) ubicado en Hartford, en Connecticut.
William Gillette, después de completar su reescritura, fue en mayo de 1899 a Undershaw para presentar la versión final a Arthur Conan Doyle. El encuentro entre los dos hombres en la estación es particularmente original: Gillette se viste de Sherlock Holmes antes de bajarse del tren (lleva una capa gris, un deerstalker 'y fuma una pipa'), acercándose a Conan Doyle con una lupa en la mano, inspeccionando a su anfitrión con su lupa antes de exclamar:

Un autor, ¡sin duda!

Arthur Conan Doyle está extremadamente sorprendido y permanece cohibido antes de reírse francamente6, Los dos hombres se llevan bien, gracias en particular a su interés común en el espiritismo, y sin dudarlo, Conan Doyle da su aprobación a la nueva versión de la obra completamente reescrita por Gillette, a la que agrega únicamente algunas modificaciones menores. El autor realmente aprecia el trabajo de Gillette y escribe a su madre «Dos de sus actos son simplemente hermosos», «Gillette hizo una muy buena obra» 

### Inspiración del canon holmesiano
Habiendo leído las dos novelas y las veinticuatro historias de Sherlock Holmes publicadas desde 1887 hasta 1893, William Gillette retoma en su obra muchas secuencias de las aventuras del canon holmesiano.
Gillette está particularmente inspirado en Escándalo en Bohemia (1891), que incluye los sentimientos de Sherlock Holmes hacia una mujer: Irene Adler en la historia corta, ahora Alice Faulkner en el teatro. Al igual que en esta obra, Holmes hace creer que se inicia un incendio en una casa para que la joven (Irene / Alice) traicione la ocultación de documentos preciosos mediante un movimiento instintivo para salvarlos de las llamas. La punta de la salida del incendio está inspirada en cierta medida por La carta robada de Edgar Allan Poe (1844). Al final, con Watson, Holmes entra vestido como clérigo en la creencia en un accidente frente a su oficina de maniobra idéntica en Escándalo en Bohemia para la introducción de Irene Adler.
El dramaturgo también está particularmente inspirado en la aventura El problema final (1893), la única aventura publicada en este momento que narra la rivalidad y la confrontación de Sherlock Holmes con el profesor Moriarty. Algunas réplicas vienen directamente de esta noticia, especialmente cuando Sherlock Holmes llama a Moriarty  «Napoleón del crimen». En su obra, Gillette le da a Moriarty el primer nombre «Robert», mientras que Conan Doyle más tarde nombra a su personaje «James», ya que el nombre de Moriarty no se menciona en El problema final.
El arresto de Moriarty en la versión original de la obra —y no en la traducción francesa de Pierre Decourcelle— está inspirado en el arresto de Jefferson Hope en Estudio en escarlata (1887), donde Sherlock Holmes logra esposar al cochero tan rápido que no tuvo tiempo para retirar sus manos.
Réplicas cortas provienen de otras aventuras del canon holmesiano, incluido el El misterio del valle Boscombe para la réplica de Holmes a Watson sobre su mejilla sin afeitar derecha y el El signo de los cuatro cuando Watson le pregunta a Holmes si tiene la intención de consumir drogas con la morfina o la cocaína, una cuestión que Holmes responde que utiliza una solución de cocaína al siete por ciento.
Generalmente, Gillette le da a Sherlock Holmes un personaje similar al que Conan Doyle le confirió en sus escritos: Henry Zecher comenta que el detective está constantemente fumando, se droga y siempre parece relajado y seguro de sí mismo, con un toque de arrogancia, incluso en las situaciones más peligrosas. Sin embargo, Sherlock Holmes de Gillette expresa repetidamente su amor por Alice Faulkner, mientras que Sherlock Holmes de Conan Doyle muestra poca inclinación por las mujeres que conoce, y sus sentimientos por Irene Adler permanecen sin ser reconocidos aunque se sobreentienden.

### Reescrituras posteriores del texto
A lo largo de los años y de las representaciones, William Gillette repitió varias veces el texto de la obra para hacer cambios a veces significativos. Hay varias versiones manuscritas de la pieza en inglés. La mayoría de estas versiones «de transición» no se han publicado: la obra se ha representado durante mucho tiempo sin haber sido vendida en librerías en los países anglosajones, y la primera versión en un volumen destinado al público estadounidense y muy tarde, en francés editado por French Acting Editions en 1922. Una segunda edición integrando las últimas modificaciones de Gillette fue publicada en 1935.
En general, los cambios realizados por Gillette en la pieza teatral a lo largo del tiempo se reducen al texto original para ganar velocidad e intensidad. Algunas réplicas se han acortado o eliminado completamente. El último acto fue el más reelaborado por Gillette a lo largo de los años, incluido el último diálogo entre Sherlock Holmes y Alice Faulkner que precede a su abrazo. En una versión intermedia, Sherlock Holmes y Alice discuten sus planes de matrimonio, a diferencia de la versión original. En una versión de 1929, la evocación del matrimonio se reprime nuevamente y Gillette le da a Alice una actitud mucho más convencida en la expresión de sus sentimientos por el detective, mientras que este último habla poco y no tiene la palabra final. Estos cambios tardíos fueron diseñados para adaptarse a la edad de William Gillette, que se aproxima a los 75 años, y que no podía representar decentemente en el escenario un discurso lleno de profundos sentimientos de amor por el personaje de Alice interpretado por una joven actriz. Las didascalias o cotaciones, también se han reducido en las versiones. La versión original tenía muchas sobre gestos a veces inocuos de los actores en el escenario.
Cuando la obra fue publicada en forma de libro —a diferencia de un guion de teatral— por Doubleday, Doran & Company en 1935, se hicieron correcciones adicionales, como lo describe Vincent Starrett en su introducción:

... se han examinado escenas y situaciones separadas de otras versiones corregidas. Finalmente, el Sr. Gillette ha sido consultado frecuentemente. ... Tal como lo hizo el Sr. Gillette, entre temporadas o entre reavivamientos, los cambios tenían la intención de dar velocidad o efectividad al drama tal como lo veía y escuchaba una audiencia teatral. Los discursos largos se convirtieron en breves, y algunos se abandonaron por completo; se eliminaron las referencias que tenían poca o ninguna relación con el desarrollo rápido y cronológico de la narrativa. Ahora que la obra está destinada a ser leída, ha parecido bien reemplazar algunas de las líneas eliminadas anteriormente y eliminar ciertas sustituciones posteriores. En resumen, se cree que la obra, tal como se publica ahora, es una combinación inteligente o fusión de todos los textos anteriores, que contiene lo mejor de cada uno.

### Traducciones
La obra fue traducida e interpretada en Suecia en 1902 (Sherlock Holmes, Folkskådespel i 5 akter) y en Noruega (Sherlock Holmes og forbrydernes konge: Detektivkomedie i 5 Akter), con respectivamente Hr. Bergendorff e Ingolf Schanche como Sherlock Holmes. En 1906, la obra fue traducida e interpretada en el Imperio Alemán, donde el actor Lothar Mayring representó al detective.

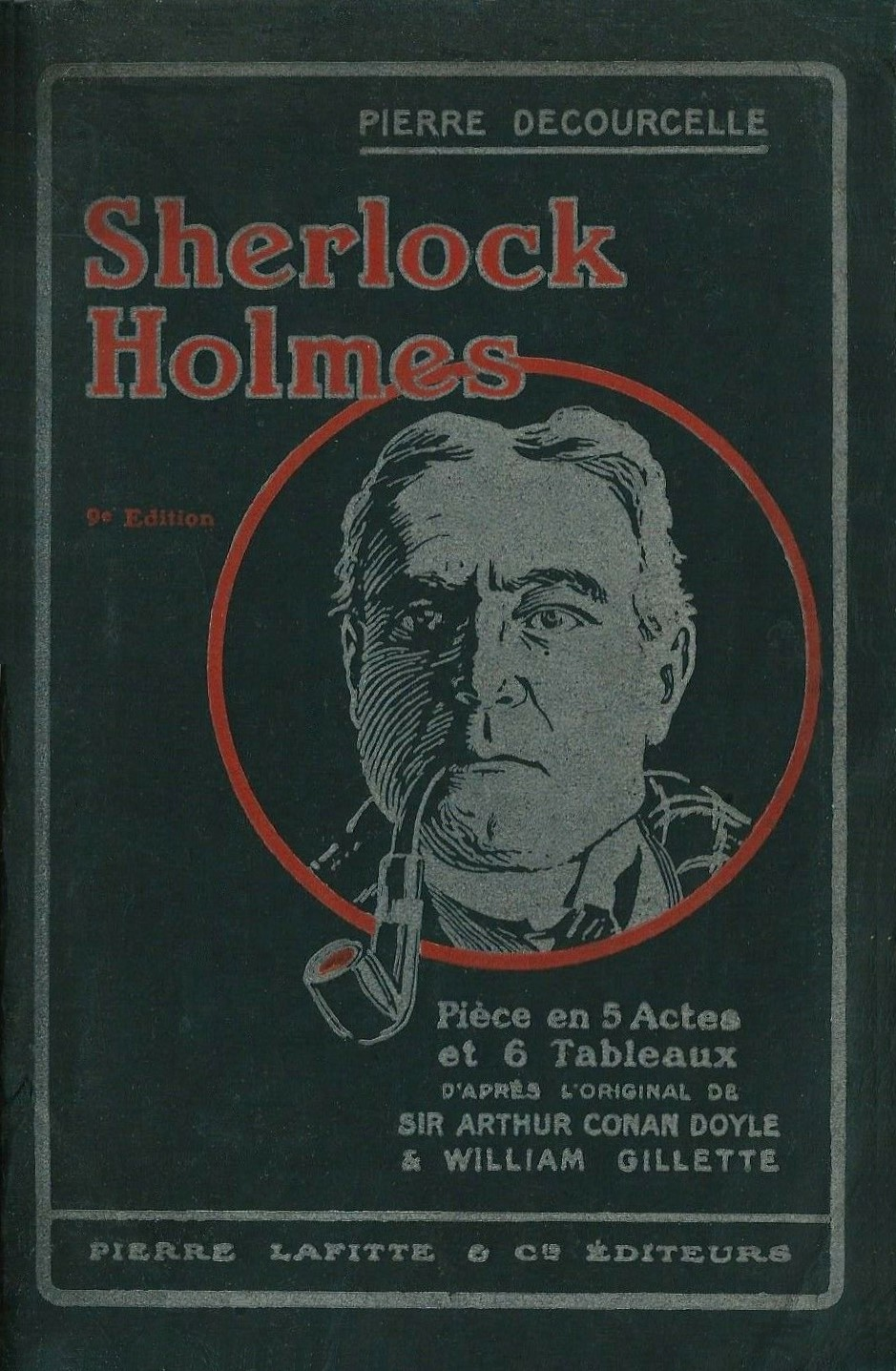
Portada original de la edición francesa, 1907.

La pieza se traduce al francés en 1907 por Pierre Decourcelle,, y esta traducción difiere significativamente de la versión original. Formalmente, Pierre Decourcelle divide cada acto en varias escenas de acuerdo con la práctica francesa —al entrar o salir de los personajes principales—, lo que no es el caso de la versión original. En la versión original, solo el Acto II se divide en dos escenas largas, una en la oficina del profesor Moriarty y la otra en 221B Baker Street. Para respetar la práctica francesa, Pierre Decourcelle divide el acto II de origen en dos actos distintos debido al cambio de escenario: la segunda escena del segundo acto en inglés se convierte así en el acto III en francés, lo que provoca un cambio en la numeración de actos —la versión francesa contiene, por lo tanto, cinco actos y no cuatro—. Siempre de manera formal, Pierre Decourcelle cambia el nombre de la mayoría de los personajes sin miedo adoptando el francés.
Pierre Decourcelle inventa, en el último acto de su traducción, un final diferente al de origen. El profesor Moriarty es arrestado bajo condiciones muy diferentes de la versión de Gillette, y una secuencia inspirada por La casa deshabitada precede a este arresto. La adición de esta secuencia se explica por la publicación de  The Empty House  en 1903 —cuatro años antes de la traducción— y por la importancia que esta noticia tiene en el canon holmesiano en cuanto a la confrontación entre Sherlock Holmes y profesor Moriarty. Contrariamente a la obra original, no es el coronel Sebastian Moran sino el profesor Moriarty quien tira de la silueta de Holmes por la ventana de una casa vacía, y esta casa está ubicada frente al gabinete de Watson y no en 221B Baker Street.
Con la excepción del último acto reinventado, la traducción francesa es generalmente fiel al texto original. Sin embargo, el traductor agrega, elimina o modifica algunos diálogos. Entre las adiciones está la mención explícita del matrimonio entre Holmes y Alice, que resulta en un beso entre los dos amantes, a diferencia de la versión original que termina con un simple abrazo. Dos adiciones notables se encuentran en el Acto III cuando Sherlock Holmes hace una deducción del hermano alcohólico de Watson directamente desde el primer capítulo del El signo de los cuatro, y cuando Billy explica que fue víctima de un intento de asesinato bárbaro, involucrando en un automóvil —Billy únicamente fue atacado en la versión original—. El acto también fue reorganizado por el traductor: cuando Sidney Prince y Larrabee ingresan a la oficina de Moriarty, este último se oculta por primera vez en la versión original, mientras que inmediatamente se muestra boca abajo en la versión francesa.

## Crítica
Durante las primeras actuaciones, la obra fue aclamada por la prensa y el público aplaudió vigorosamente el espectáculo. Alan Dale del New York Journal and Advertiser saludó la atmósfera y la música angustiantes y la calidad de melodrama, y escribió: it was really the creme de la creme of Sherlock Holmes («Es en realidad la crema de la crema de Sherlock Holmes»). La interpretación de Gillette es más atractivo para el personaje casual pero vigilante que logra impartir al personaje que interpreta.
Sin embargo, los críticos señalaron varios puntos negativos: algunos pasajes de la obra no son creíbles porque los adversarios del detective son arrestados con demasiada facilidad, en particular el profesor Moriarty. La declaración de amor entre Holmes y Alice Faulkner a veces también se considera improbable y precipitada, y algunos holmesianos están decepcionados por esta escena final que está muy alejada de la actitud clásica del detective. Una crítica muy negativa fue formulada por A.H. Quinn en su obra History of the American Drama, afirmando que la pieza únicamente era interesante por la notable participación de Gillette, que oculta completamente a los otros personajes.
Según Rosemary Cullen y Don B. Wilmeth, el acto más apreciado del público y considerado como el más célebre, es el que se desarrolla en la «Casa del Sueño» o Stepney Gas Chamber, cuando Sherlock Holmes dice a James Larrabee que hay volver a comprar las cartas. Henry Zecher confirma que es el acto que se percibe como «el más emocionante» de la pieza teatral, junto con el rebote final donde Holmes logra escapar de sus oponentes por una estrategia. Entre los pasajes que también reacciona el público particularmente es el final del acto anterior cuando Moriarty dispara repetidamente con la pistola vacía a Sherlock Holmes. El cierre de este acto en una réplica casual de Sherlock Holmes hacia Billy ("Eres un buen chico"), mientras que parece haber sido matado, lo que sorprende al público con un gran murmullo durante el entreacto que sigue.
Siempre de acuerdo con Rosemary Cullen y Don B. Wilmeth, el éxito de la obra de Gillette se debió principalmente al suspenso de la intriga, así como al trabajo técnico sobre las luces. Los autores describen el uso de luces «revolucionario para su época»: para mejorar la atmósfera misteriosa, cada acto comienza y termina con un aumento o una disminución progresiva de la iluminación. Este uso de las luces se convirtió en un argumento publicitario para la obra: durante su primera gira en Inglaterra, se emitió un cartel con la mención «con los efectos de iluminación del Liceo». Inscripción como indirecta pero convincente, los efectos de luz fueron apreciados por el público durante el espectáculo en Londres del Teatro Lyceum.

## Adaptaciones

### Cine y televisión

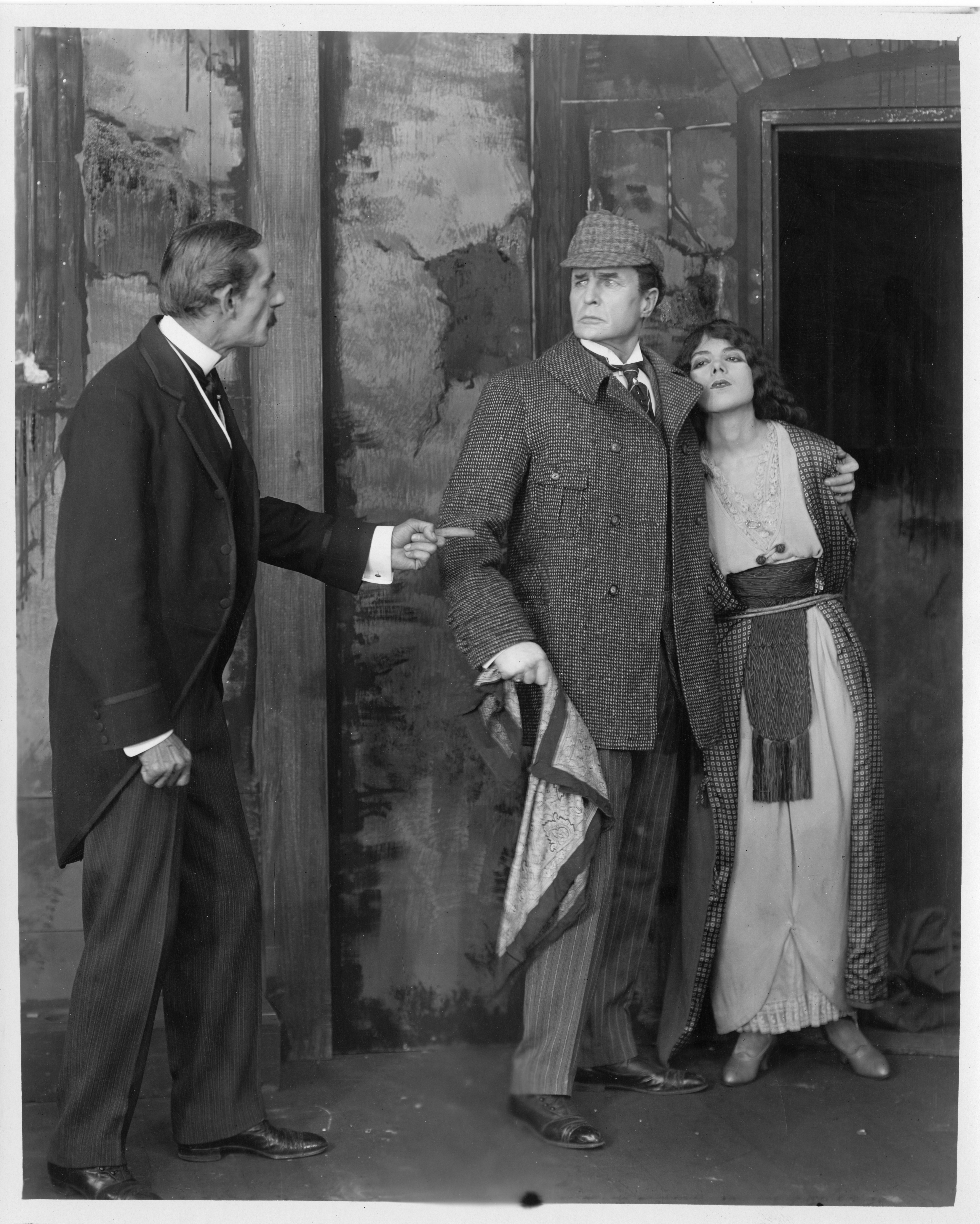
William Gillette (centro) en los Essanay Studios. 1916

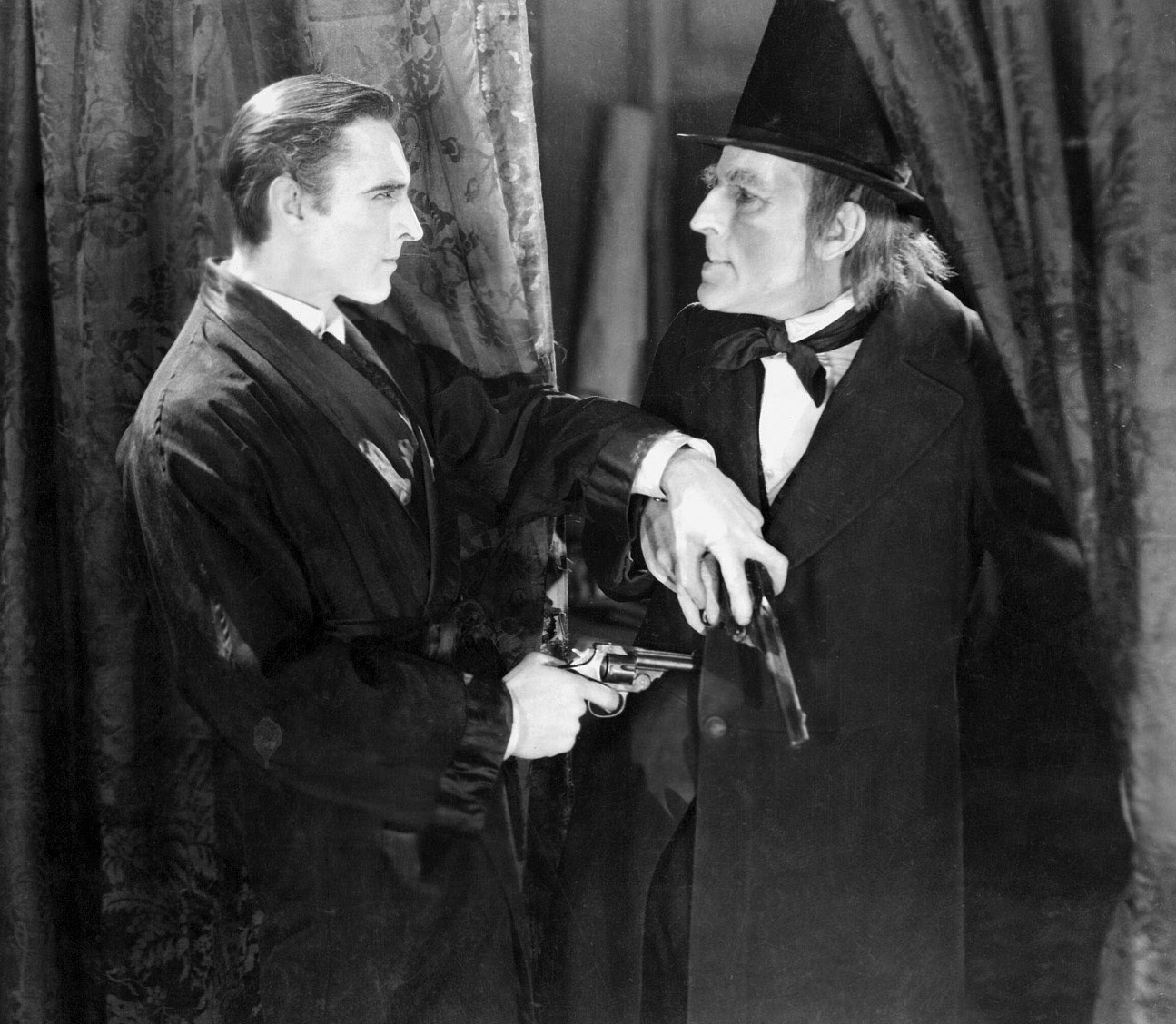
Sherlock Holmes (John Barrymore, izquierda) amenaza a Moriarty (Gustav von Seyffertitz, derecha) en una adaptación de 1922.

La obra ha tenido varias adaptaciones en la gran pantalla. En 1916, William Gillette interpretó en una adaptación filmada de su obra. La película, titulada Sherlock Holmes contre Moriarty, (cine mudo) y fue llamada «la más elaborada de las primeras películas». Es una de las primeras adaptaciones cinematográficas estadounidenses del personaje de Holmes. Ha estado considerada como una película perdida hasta ser encontrada una copia en octubre de 2014 en las colecciones de la Cinémathèque française. Fue restaurada y proyectada en 2015.
La obra de nuevo se filmó para la gran pantalla en 1922, también en una película llamada Sherlock Holmes, en la que el personaje principal es interpretado por John Barrymore. Esta película también se consideró perdida hasta que gran parte de la película fue redescubierta en la década de 1970 y restaurada. La obra tuvo su tercera adaptación cinematográfica en 1932, todavía titulada Sherlock Holmes, con Clive Brook en el papel del detective.
En 1939, la película estadounidense The Adventures of Sherlock Holmes, la segunda película de la serie en la que Basil Rathbone interpreta a Sherlock Holmes y Nigel Bruce al Dr. Watson, se anunció como una adaptación de la obra de 1899. Sin embargo, la trama de la película tiene muy poco en común con la parte original.
En 1967, la obra tiene una adaptación televisiva en Francia transmitida en el primer canal de la ORTF con motivo de la Navidad. La película para televisión se titula A Sherlock Holmes Adventure y consiste en una adaptación muy fiel de la obra en su versión traducida de 1907 por Pierre Decourcelle: la mayoría de las réplicas son directamente de esta traducción, y se respeta la didascalia. Sherlock Holmes es interpretado por Jacques François, Moriarty por Grégoire Aslan, Watson por Jacques Alric y Alice Brent por Édith Scob. La película para televisión está disponible para descargar en el sitio web de los archivos del Institut national de l'audiovisuel.
En 1982, la obra conoce otra adaptación televisiva en Francia de Jean Hennin en una adaptación de Guy Dumur. La película de televisión se emite el 5 de octubre de 1982, con Paul Guers en el papel de Holmes y François Maistre en el papel de Moriarty, (los mismos actores también interpretan la obra en el teatro el mismo año).

### Radio
El 18 de noviembre de 1935, William Gillette (82 años) interpreta a Sherlock Holmes en una adaptación de radio de la emisión transmitida por WABC, una estación de radio de Nueva York. La adaptación transmitida en el Lux Radio Theatre es de cincuenta minutos. El New York Times expresa su entusiasmo por la calidad de esta interpretación ahora perdida, y señala que «Gillette es siempre el mejor» para interpretar a Holmes a pesar de su edad.
La obra conoce una segunda adaptación americana de una hora, el 25 de septiembre de 1938 en la emisión The Mercury Theatre on the Air  de la CBS Radio, producido de julio a diciembre de 1938 por Orson Welles; este último le presta su voz a Sherlock Holmes mientras Ray Collins interpreta al Dr. Watson.
La BBC hizo la primera adaptación radiofónica de la obra en 1953, con Carleton Hobbs en el papel de Sherlock Holmes y Norman Shelley en el papel de Watson. La grabación consta de una serie de ochenta adaptaciones para radio de las aventuras de Sherlock Holmes con Carleton Hobbs como el detective.
En el 2006, The Old Court Radio Theatre Company realizó la pieza en dos programas de aproximadamente cincuenta minutos cada uno, transmitidos en formato MP3 en Internet. Holmes es interpretado por Jim Crozier y Watson por Dave Hawkes.

### Tira de cómic
El Obra fue adaptada en 2009 por Bret M. Herholz en una tira cómica de 128 páginas titulada The Painfull Predicament of Alice Faulkner, publicado por Alterna Comics.  La adaptación es fiel a la trama original, a la vez que presenta a Mycroft Holmes como un camafeo y modifica algunos detalles al final de la trama: Moriarty, disfrazado de policía de Scotland Yard, es arrestado en Baker Street.

### Parodias
Desde su salida en 1899, la obra de Gillette fue parodiada en un musical llamado The Remarkable Pipe Dream of Mr. Shylock Holmes. En 1901, la obra es parodiada en el teatro por Malcolm Watson y Edward Spence en una obra llamada Sheerluck Jones, or Why D'Gillette Him Off?, representada en el teatro de Terry de Londres el 29 de octubre de 1901 al 1 de febrero de 1902. El actor Clarence Blakiston encarnó a «Sheerluck Jones» y su papel era principalmente imitar las actitudes y réplicas de William Gillette en la obra teatral de Sherlock Holmes.

## Impacto posterior
La obra tuvo un impacto cultural en los Estados Unidos en la popularización de Sherlock Holmes allí bajo la apariencia de William Gillette de la generación anterior a la que, desde 1940, quedó asociado el detective con el actor Basil Rathbone.
El impacto cultural más notable de la actuación de Gillette es la representación del detective con una pipa curva. En muchas aventuras, Conan Doyle escribe que Sherlock Holmes fuma una pipa, e incluso tres pipas diferentes en todo el canon holmesiano: una pipa de arcilla negra, una pipa de brezo y una pipa de cerezo; todas son pipas rectas. Sidney Paget, ilustrador del primer detective contribuyó en gran medida a dar forma a su imagen, tal como se representa Holmes con una pipa recta. Sin embargo, Gillette se dio cuenta de que era más fácil hacer sus réplicas con una pipa curva que con una recta. Por consiguiente, adoptó la curva en sus actuaciones, popularizando hasta ahora este atributo «no canónico». Además, Holmes aparece en la sala de la calle Baker llevando una bata de flores con este nuevo atributo que también ha experimentado una posteridad significativa, incluyendo muchas adaptaciones filmadas.
El botones de Sherlock Holmes en 221B Baker Street, que Gillette llama «Billy», es luego tomado por Arthur Conan Doyle, con el mismo nombre en dos historias de detectives: La piedra de Mazarino (1921) y El problema del puente de Thor (1922), así como en la adaptación teatral de La banda de lunares (1910) y en la obra The Diamond of the Crown (1921).